# 神保祐希
神保 祐希（じんぼ ゆうき、1995年12月2日 - ）は、日本の陸上競技選手。専門は短距離走。100mで11秒61（ジュニア日本歴代5位）、200mで23秒65（ジュニア日本歴代4位）の自己ベストを持つ。

## 経歴
白山市立美川中学校、石川県立金沢二水高等学校、筑波大学卒業。
陸上競技は小学2年生の時に地元の陸上クラブに入って始めた。
2012年6月、インターハイ北信越大会の100m、200m、400mを自己ベストで制して3冠を達成。7-8月のインターハイは400mで2位入賞を果たすが、100mは準決勝全体10位タイ、200mは準決勝全体9位で決勝進出を逃した。10月の国民体育大会少年A400mはインターハイに続き2位で、全国タイトル獲得まであと一歩だった。
2013年5月、インターハイ石川県大会100m決勝でジュニア日本歴代4位・高校歴代3位（ともに当時）の記録となる11秒61（+1.7）をマーク。200m決勝ではジュニア日本歴代9位・高校歴代8位（ともに当時）の記録となる23秒89をマークした。
同年6月、インターハイ北信越大会200m決勝で日本歴代9位・ジュニア日本歴代2位・高校歴代2位（全て当時）の記録となる23秒65（+1.4）をマークした。
同年7-8月、インターハイに出場。初日の400mは1位と2位が従来の大会記録を上回るハイレベルなレースとなり、4位と同タイム着差ありの3位入賞。2日目の100mは初の決勝で4位入賞。4日目の200mでは初の全国タイトルを獲得し、3種目で入賞を果たした。
同年10月、国民体育大会少年A400m決勝で高校歴代10位（当時）の記録となる53秒85をマークするも4位。日本ジュニア選手権200mは制して高校2冠を達成した。
同年12月、日本陸上競技連盟がリレー種目強化のために発足したナショナルリレーチームに、4×100mリレーと4×400mリレーの両方で選出された（2014年シーズンは男子24人、女子14人。2015年シーズンのナショナルリレーチームには選出されなかった）。
2014年4月、筑波大学に進学。
同年9月、地域（大陸）別対抗戦のコンチネンタルカップ4×100mリレーにアジア・太平洋代表として出場。メンバーが全員日本人（日本学生選抜）のチームのアンカー（宮澤有紀 - 中村水月 - 土橋智花 - 神保）を務め、当初は4チーム中最下位でゴールしたが、アフリカチームの失格（オーバーゾーン）で3位に繰り上がった。

## 自己ベスト
記録欄の（　）内の数字は風速（m/s）で、+は追い風を意味する。
| 種目 | 記録          | 年月日        | 場所   | 備考                            |
| ---- | ------------- | ------------- | ------ | ------------------------------- |
| 100m | 11秒61 (+1.7) | 2013年5月24日 | 金沢市 | ジュニア日本歴代5位 高校歴代4位 |
| 200m | 23秒65 (+1.4) | 2013年6月16日 | 富山市 | ジュニア日本歴代4位 高校歴代3位 |
| 400m | 53秒85        | 2013年10月7日 | 調布市 |                                 |

## 主要大会成績
備考欄の記録は当時のもの

### 国際大会
| 年         | 大会                 | 場所       | 種目    | 結果 | 記録         | 備考               |
| ---------- | -------------------- | ---------- | ------- | ---- | ------------ | ------------------ |
| 2014 (大1) | コンチネンタルカップ | マラケシュ | 4x100mR | 3位  | 45秒40 (4走) | アジア・太平洋代表 |

### 日本選手権
| 年         | 大会       | 場所   | 種目 | 結果 | 記録          | 備考 |
| ---------- | ---------- | ------ | ---- | ---- | ------------- | ---- |
| 2014 (大1) | 日本選手権 | 福島市 | 200m | 8位  | 24秒75 (+1.0) |      |
| 2015 (大2) | 日本選手権 | 新潟市 | 200m | 予選 | 25秒43 (+1.7) |      |

### その他
| 年         | 大会                 | 場所     | 種目    | 結果   | 記録            | 備考                    |
| ---------- | -------------------- | -------- | ------- | ------ | --------------- | ----------------------- |
| 2010 (中3) | 全日本中学校選手権   | 鳥取市   | 200m    | 予選   | 25秒98 (+1.2)   |                         |
| 2010 (中3) | ジュニアオリンピック | 横浜市   | 200m    | 準決勝 | 25秒95 (+1.4)   |                         |
| 2011 (高1) | インターハイ         | 北上市   | 100m    | 予選   | 12秒65 (-1.7)   |                         |
| 2011 (高1) | インターハイ         | 北上市   | 400m    | 準決勝 | 57秒55          |                         |
| 2012 (高2) | インターハイ         | 新潟市   | 100m    | 準決勝 | 12秒08 (+0.1)   |                         |
| 2012 (高2) | インターハイ         | 新潟市   | 200m    | 準決勝 | 24秒68 (-0.7)   |                         |
| 2012 (高2) | インターハイ         | 新潟市   | 400m    | 2位    | 54秒84          | 自己ベスト              |
| 2012 (高2) | 国民体育大会         | 岐阜市   | 400m    | 2位    | 54秒22          | 自己ベスト              |
| 2012 (高2) | 国民体育大会         | 岐阜市   | 4x100mR | 準決勝 | 46秒76 (2走)    |                         |
| 2013 (高3) | インターハイ         | 大分市   | 100m    | 4位    | 12秒01 (-0.5)   |                         |
| 2013 (高3) | インターハイ         | 大分市   | 200m    | 優勝   | 24秒05 (-0.7)   |                         |
| 2013 (高3) | インターハイ         | 大分市   | 400m    | 3位    | 54秒24          |                         |
| 2013 (高3) | 国民体育大会         | 調布市   | 100m    | 3位    | 11秒92 (-0.2)   |                         |
| 2013 (高3) | 国民体育大会         | 調布市   | 400m    | 4位    | 53秒85          | 高校歴代10位 自己ベスト |
| 2013 (高3) | 日本ジュニア選手権   | 名古屋市 | 200m    | 優勝   | 24秒19 (+0.6)   |                         |
| 2013 (高3) | 日本ジュニア選手権   | 名古屋市 | 400m    | 3位    | 55秒13          |                         |
| 2014 (大1) | 日本選抜陸上和歌山   | 和歌山市 | 4x400mR | 優勝   | 3分36秒26 (1走) |                         |
| 2014 (大1) | 関東インカレ (1部)   | 横浜市   | 200m    | 準決勝 | DNS             | 予選24秒74 (+1.7)       |
| 2014 (大1) | 関東インカレ (1部)   | 横浜市   | 4x400mR | 4位    | 3分44秒48 (4走) |                         |
| 2014 (大1) | 日本学生個人選手権   | 平塚市   | 200m    | 3位    | 24秒30 (+0.9)   |                         |
| 2014 (大1) | 日本インカレ         | 熊谷市   | 200m    | 5位    | 24秒53 (+2.8)   |                         |
| 2014 (大1) | 日本インカレ         | 熊谷市   | 4x100mR | 5位    | 46秒30 (2走)    |                         |
| 2014 (大1) | 日本インカレ         | 熊谷市   | 4x400mR | 優勝   | 3分40秒73 (4走) |                         |
| 2014 (大1) | 国民体育大会         | 諫早市   | 4x100mR | 4位    | 46秒13 (2走)    |                         |
| 2015 (大2) | 織田記念国際         | 広島市   | 200m    | 予選   | 25秒97 (+0.8)   |                         |
| 2015 (大2) | 関東インカレ (1部)   | 横浜市   | 400m    | 予選   | 57秒01          |                         |
| 2015 (大2) | 関東インカレ (1部)   | 横浜市   | 4x400mR | 優勝   | 3分41秒45 (2走) |                         |
| 2015 (大2) | 日本学生個人選手権   | 平塚市   | 200m    | 予選   | 25秒64 (+2.3)   |                         |